# Ozymandias
Ozymandias es un soneto de Percy Bysshe Shelley, publicado el 11 de enero de 1818, pero escrito en 1817, y es probablemente el poema más famoso del poeta romántico, y quizás uno de los más claros ejemplos de la filosofía política subyacente en su movimiento literario.
Además de la potencia de sus temas e imágenes, el poema es notable por su virtuosa dicción. El esquema de la rima del soneto es inusual y crea un efecto sinuoso y entrelazado.

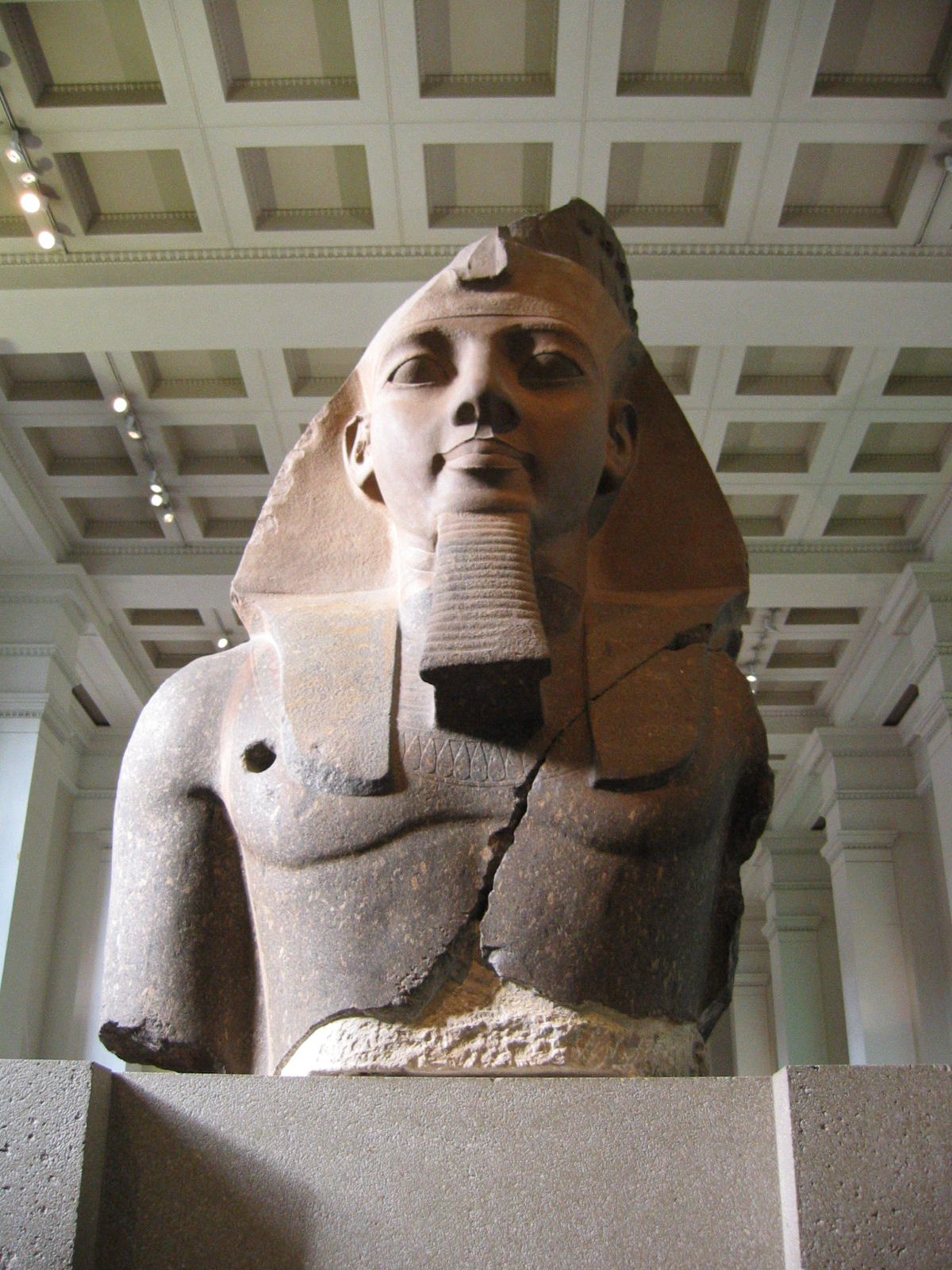
Estatua de Ramsés II, en el Museo Británico.

## Origen
Ozymandias era un alias de Ramsés el Grande, faraón de la decimonovena dinastía del antiguo Egipto. El apodo viene de una transliteración griega de Ramsés hecha durante su reinado (User-maat-ra Setep-en-ra). El soneto parafrasea la inscripción en la base de una estatua, dado por Diodoro Sículo en su Bibliotheca historica, como «Rey de reyes soy yo, Ozymandias. Si alguien quiere saber cuán grande soy y dónde yazgo, que supere alguna de mis obras».
El tema central de "Ozymandias" es la inevitable decadencia de todos los líderes y de los imperios que estos construyen sin importar cuán poderosos fueron en su tiempo.
A menudo se dice que el poema de Shelley  fue inspirado por la llegada de una estatua colosal de Ramsés II a Londres en 1821, adquirida por el Museo Británico de las manos del aventurero italiano Giovanni Belzoni, en 1816. Rodenbeck y Chaney, sin embargo, señalan que el poema se escribió y se publicó antes de que la estatua llegara a Gran Bretaña, y por lo tanto que Shelley no podría haberla visto. Su reputación en Europa Occidental precedió a su llegada real a Inglaterra (por ejemplo, Napoleón ya había intentado adquirirla para Francia, sin conseguirlo), por lo que pudo haber sido su fama o la noticia de su inminente llegada, y no la visión de la estatua, lo que generó la inspiración.

## Poema
| Versión original I met a traveller from an antique land Who said: Two vast and trunkless legs of stone Stand in the desert. Near them, on the sand, Half sunk, a shattered visage lies, whose frown, And wrinkled lip, and sneer of cold command, Tell that its sculptor well those passions read Which yet survive, stamped on these lifeless things, The hand that mocked them and the heart that fed. And on the pedestal these words appear: "My name is Ozymandias, king of kings: Look on my works, ye Mighty, and despair!" Nothing beside remains. Round the decay Of that colossal wreck, boundless and bare The lone and level sands stretch far away | Traducción al castellano Conocí a un viajero de una tierra antigua quien dijo: «dos enormes piernas pétreas, sin su tronco se yerguen en el desierto. A su lado, en la arena, semihundido, yace un rostro hecho pedazos, cuyo ceño y mueca en la boca, y desdén de frío dominio, cuentan que su escultor comprendió bien esas pasiones las cuales aún sobreviven, grabadas en estos inertes objetos, a las manos que las tallaron y al corazón que las alimentó. Y en el pedestal se leen estas palabras: "Mi nombre es Ozymandias, rey de reyes: ¡Contemplad mis obras, poderosos, y desesperad!" Nada queda a su lado. Alrededor de la decadencia de estas colosales ruinas, infinitas y desnudas se extienden, a lo lejos, las solitarias y llanas arenas» |

## Análisis e interpretación
"Ozymandias" es un soneto escrito en un formato de Pentámetro yámbico, con un esquema rítmico atípico que se desvía de la forma del soneto en lengua italiana, que estipula que no debe haber conexión de rima entre la octava y la sextina. Dos temas del poema "Ozymandias" son la caída inevitable de los gobernantes y su arrogancia. A pesar de las ostentosas ambiciones de Ozymandias, el poder resulta ser efímero.

## Influencia cultural
Ozymandias es el seudónimo de Adrian Alexander Veidt, uno de los personajes principales de la afamada novela gráfica Watchmen, también representado en la película homónima. En el capítulo dedicado al personaje, tras llevar a cabo hechos terribles, se muestra al lector el fragmento del poema que dice: «My name is Ozymandias, king of kings: Look on my works, ye Mighty, and despair!», dándole al texto una intención diferente a la pretendida en el poema.
El episodio 14 de la quinta y última temporada de la serie de televisión estadounidense Breaking Bad fue titulado «Ozymandias» y mostró a su protagonista Walter White desplomándose en la arena como se dice que ocurrió con el monumento de Ozymandias. Su fortuna e imperio rápidamente decaen. En julio de 2013, Breaking Bad lanzó un corto promocional en el que Bryan Cranston leía el poema completo.
En la novela de Tom Clancy La caza del Octubre Rojo, la frase es mencionada por el agente Ryan.
La trama del videojuego Dino Crisis 3, lanzado en el 2003 únicamente para la consola Xbox, acontece en una antigua nave de colonización espacial llamada Ozymandias habitada por dinosaurios.  
En el episodio «Courage» de la cuarta temporada de la serie animada de los noventa X-Men, Hank McCoy, alias Bestia, recita parte de dicho soneto tras la captura del Profesor X a manos de los Centinelas.
Durante el clip promocional «El Cruce» de la película Alien: Covenant (2017), el robot sintético David abre la compuerta de la nave de los Ingenieros sobre un planeta no especificado, aparentemente el planeta de estos. David se prepara para lanzar las vasijas que contienen el químico A0-3959X.91 – 15 como un bombardeo sobre la ciudad. Antes de lanzarlas, cita la famosa frase «Contemplad mis obras, poderosos, y desesperad», en relación con la masacre que está a punto de desatar y comparando a los creadores con Ozymandias. Finalmente, se muestra la aniquilación de todos los habitantes de la ciudad. El la cinta pueden escucharse los últimos versos del soneto recitados por David y Walter.
En el episodio 23 de la sexta temporada de la serie de comedia How I Met Your Mother, Ted Mosby cita la frase al encontrarse con Zoey frente al edificio Arcadia.
También se menciona reiteradamente la frase «melancolía de Ozymandias» en el film De Roma con amor, de Woody Allen.
En la séptima temporada de la serie de antología y terror de FX American Horror Story: Cult, estrenada en septiembre de 2017, el joven actor Cooper Dodson interpreta a Ozymandias "Oz" Mayfair-Richards, hijo del matrimonio entre Allyson Mayfair-Richards (Sarah Paulson) y Ivy Mayfair-Richards (Alison Pill), con aparición en seis episodios emitidos. En el noveno episodio de la temporada, Kai Anderson (Evan Peters) hace referencia en tono burlesco al nombre Ozymandias a Allyson, al mismo tiempo que le pregunta a quién se le había ocurrido tal nombre, a lo que Allyson responde que fue a ella y cerrando con la frase «El rey de los reyes».
En el tercer segmento de la película La balada de Buster Scruggs, de los hermanos Coen, titulado "Vale de comida", Harrison, el joven orador sin brazos ni piernas, también conocido como "el zorzal sin alas", recita de forma completa el poema Ozymandias, con dos variaciones: en el primer verso, en lugar de "de una tierra antigua" el recitador exclama "en una tierra antigua", y en el cuarto omite "semihundido".
En el tercer episodio de la serie Watchmen el personaje del agente Petey cita el undécimo verso del soneto.
En la novela "Sueño del Fevre" (1982), de George R. R. Martin, capítulo 22,se cita el nombre del poema y el personaje Capitán Abner Marsh lee el trozo que dice: «Mi nombre es Ozymandias,rey de reyes: ¡Mirad mis obras,vosotros los poderosos,y perded toda esperanza! Nada persiste. Alrededor de la decadencia de esa colosal ruina, infinitas y desnudas, las solitarias y llanas arenas se extienden a lo lejos».
En la serie El príncipe dragón, uno de los personajes se llama Azymondias, un anagrama de Ozymandias.
En la novela The Naming of the Dead  (2006), de Ian Rankin, el nombre Ozymandias aparece en el capítulo 17 y se hace referencia al soneto de Shelley.
En la serie web Plaga de la ira, en el final de su segunda y aparentemente ultima temporada el poema completo es usado casi al final cuando la locutora lo recita como mensaje final del asentamiento cosodes antes de suicidarse de un tiro a la cabeza